# Albert Baur
Albert Baur (Biberach an der Riß, 13 aprile 1856 – 29 agosto 1933) è stato un chimico e imprenditore tedesco. 
Fu il primo a sintetizzare e brevettare nel 1888 la produzione di fragranze muschiate artificiali.

## Biografia
Albert Baur studiò farmacia ottenendo il dottorato a Tubinga nel 1883 sotto la guida di Werner Kelbe, con una tesi dal titolo "Su due butiltolueni presenti nell'olio essenziale di resina". Nel 1889 iniziò a produrre industrialmente fragranze sintetiche dopo averne brevettato il metodo di sintesi. Questa attività ebbe un enorme successo e Baur divenne un uomo ricco. Si sposò nel 1893 con Irma Münzel, dalla quale nel 1894 ebbe un figlio, Herbert. La famiglia risedette in una lussuosa villa a Gernrode. Fu vicesindaco della città dal 1910 al 1915 e fu nominato cittadino onorario di Gernrode nel 1929.

## Ricerche

Struttura del muschio Baur

Struttura del muschio ambrette

Struttura del muschio chetone

Dopo aver conseguito il dottorato Baur continuò a fare ricerche su derivati del toluene. In seguito a reazioni di nitrazione, notò che uno dei nuovi composti sintetizzati aveva un forte odore simile al muschio e pensò di brevettarne la sintesi. Il primo brevetto fu quello tedesco, ottenuto il 3 luglio 1988. Questa data segnò l'inizio della chimica dei muschi nitroaromatici, dando impulso alla produzione di fragranze sintetiche impiegate in profumi, cosmetici e detergenti. Nel 1889 Baur fece un accordo con La Fabrique de Produits Chimiques de Thann et Mulhouse per produrre industrialmente il nuovo composto, denominato muschio Baur.
Il successo fu immediato, e in breve tempo altre ditte concorrenti crearono e produssero industrialmente muschi nitroaromatici di struttura differente. Lo stesso Baur ne produsse una dozzina, tra i quali muschio ambrette (1891) e muschio chetone (1894). Il muschio chetone fu uno dei componenti del profumo Chanel Nº 5 (Chanel, 1921), mentre il muschio ambrette fu usato in L'Air du Temps (Nina Ricci, 1948).
Dopo la sintesi del muschio Baur, i muschi nitroaromatici dominarono il mercato per 50 anni. La presenza del sostituente nitro provocava tuttavia problemi di instabilità in ambiente alcalino e in presenza di luce si manifestavano problemi di fototossicità. Di conseguenza in seguito gli studi si volsero alla ricerca di composti muschiati senza gruppi nitro. Negli anni 90 del secolo scorso l'uso di muschi nitroaromatici è andato declinando, e l'Unione Europea ha vietato l'impiego in cosmetica della maggior parte di questi composti. Solo il muschio chetone è ancora in uso in quanto risultato tossicologicamente innocuo.